# (14141) Demeautis
(14141) Demeautis (1998 SR1) – planetoida z grupy pasa głównego asteroid okrążająca Słońce w ciągu 3,53 lat w średniej odległości 2,32 j.a. Odkryta 16 września 1998 roku.